# Schrägverzahnung

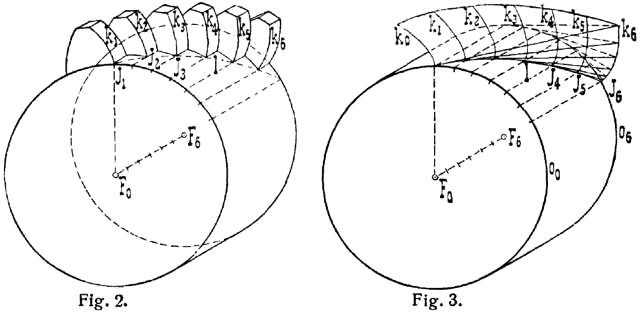
Übergangsmodell von der Gerad- zur Schrägverzahnung

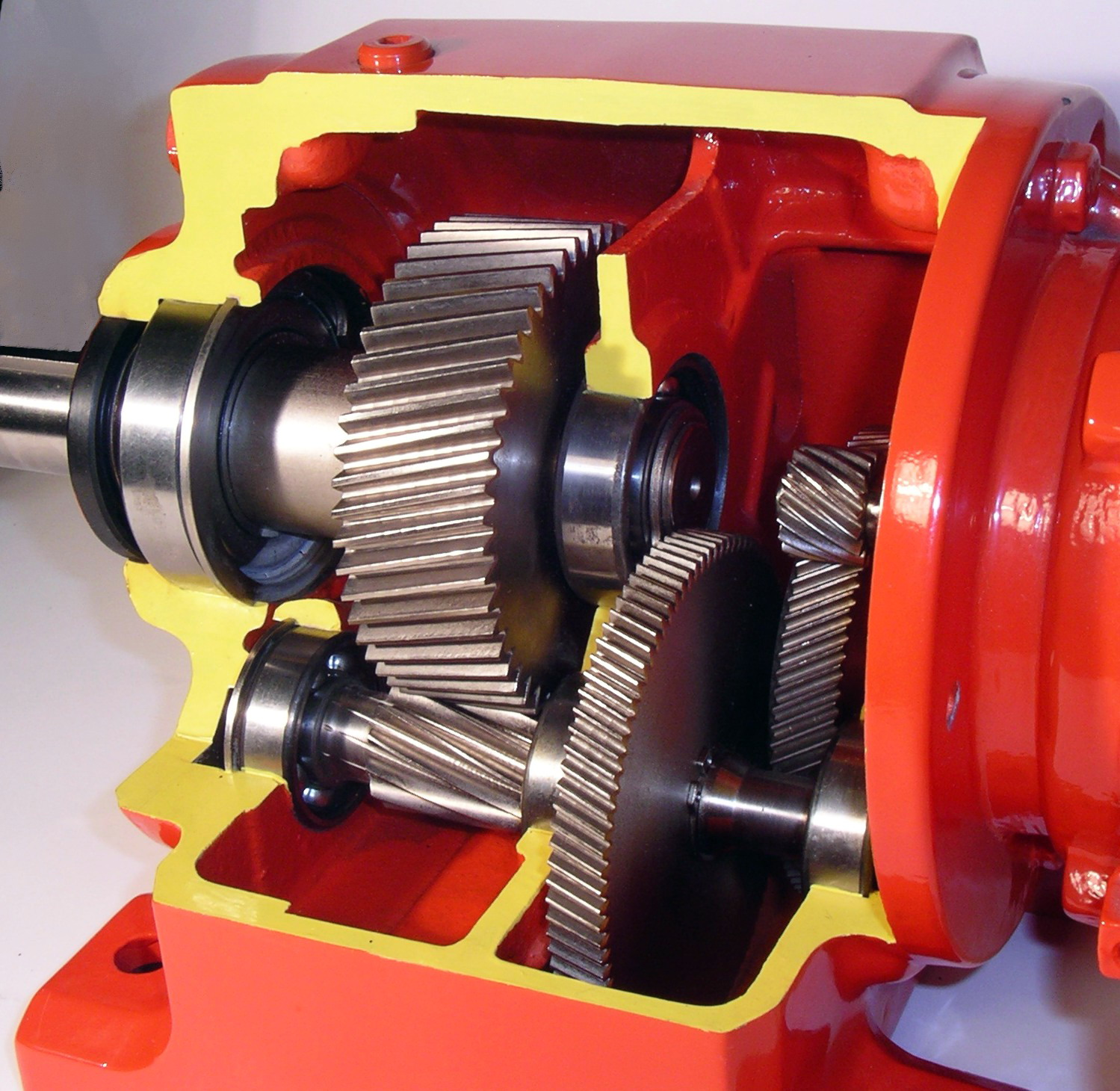
An den Zahnrädern ist die Schrägverzahnung gut erkennbar

Eine Schrägverzahnung ist eine nicht zur Rotationsachse parallele Anordnung der Zähne bei einem Zahnrad. Man unterscheidet eine Schrägverzahnung von Geradverzahnung.
Es muss bei zwei Außenzahnradpaaren immer eine rechtssteigende mit einer linkssteigenden Schrägverzahnung zu einem Räderpaar kombiniert werden. (Im Foto des Getriebes ist das große, breite Zahnrad linkssteigend.)

## Vorteile der Schrägverzahnung gegenüber der Geradverzahnung
- Bessere Laufruhe und geringere Geräuschentwicklung, da jedes Zahnpaar mit einem kontinuierlichen Übergang in und aus dem Eingriff läuft und somit die Übertragung des Drehmoments gleichmäßiger verläuft. Den Geräuschunterschied kann man bei PKWs leicht erkennen: Der Rückwärtsgang ist üblicherweise geradverzahnt und macht ein charakteristisches jaulendes Geräusch.
- Gegenüber einem geradverzahnten Zahnrad mit vergleichbaren Abmessungen und gleicher Zähnezahl ist die Zahnfuß- und die Grübchentragfähigkeit etwas größer.
- Es sind kleinere Zähnezahlen ohne Unterschnitt möglich.
- Der Achsabstand wird durch den Schrägungswinkel mitbestimmt und kann so einfach auf das erforderliche Maß angepasst werden.

## Nachteile der Schrägverzahnung gegenüber der Geradverzahnung

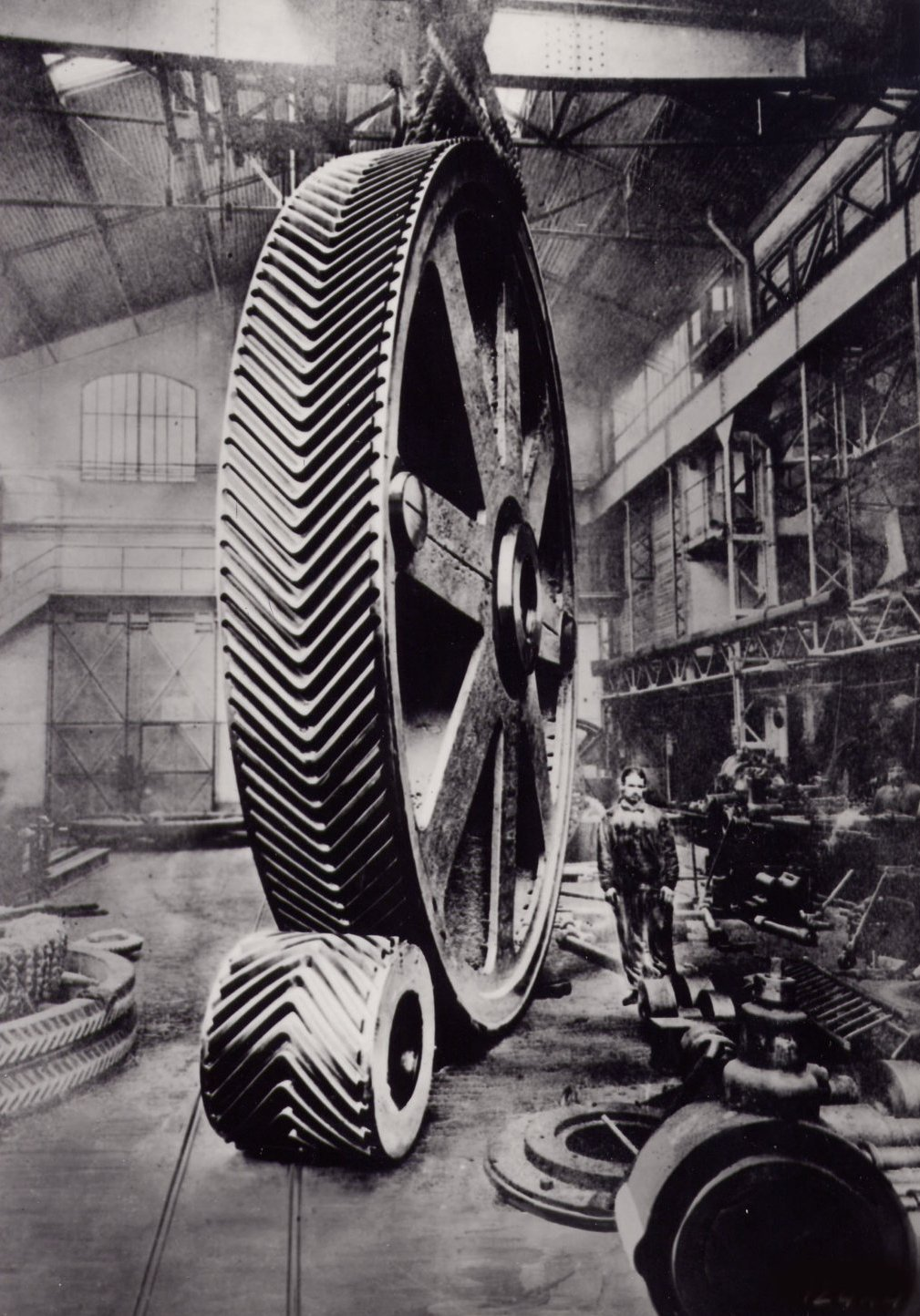
Pfeilverzahnte Zahnräder

- Es entsteht eine axiale Kraftkomponente (Axialkraft), die auf das Lager wirkt und dort gesondert kompensiert werden muss. Alternativ kann man die axiale Kraftkomponente durch die Verwendung einer in der Herstellung aufwendigen Pfeilverzahnung unterbinden, dabei werden auf einem Zahnrad eine linkssteigende und eine rechtssteigende Hälfte kombiniert. Die Verwendung der Pfeilverzahnung führte zum Markenzeichen von Citroën. Ebenso kann durch gezielte Wahl der Schrägungswinkel zweier Zahnräder auf einer Welle erreicht werden, dass sich die entstehenden Axialkräfte entgegenwirken.
- Bei gleichem Eingriffswinkel im Normalschnitt (üblicherweise 20°) ist die radiale Kraftkomponente höher, was die Lager auch in radialer Richtung stärker belastet.
- Etwas höhere Verlustleistung, auch durch die höheren Lagerkräfte, dadurch etwas schlechterer Wirkungsgrad. Bei Getrieben, bei denen fast ausschließlich der Wirkungsgrad im Vordergrund steht und das Geräuschverhalten keine Rolle spielt (Getriebe in Rennwagen) kommen deshalb meist geradverzahnte Zahnräder zum Einsatz.
- Etwas geringere Fresstragfähigkeit.
- In der Regel höhere Herstellkosten.

## Anwendung in Schraubenradgetrieben
Bei sogenannten Schraubenradgetrieben sind die Achsen nicht parallel, sondern windschief. Es werden zwei schrägverzahnte Stirnräder miteinander gepaart. Beide Räder sind entweder rechts- oder linkssteigend, und beide haben beliebigen Schrägungswinkel. Bei der Paarung von rechts- mit linkssteigenden Rädern müssen die Schrägungswinkel unterschiedlich sein. Die Flanken der beiden Räder berühren sich nur punktförmig.